# Pahora media
Pahora media är en spindelart som beskrevs av Forster 1990. Pahora media ingår i släktet Pahora och familjen Synotaxidae. Inga underarter finns listade i Catalogue of Life.